# Елізабет Крейґ (веслувальниця)
Елізабет Крейґ (англ. Elizabeth Craig, 26 вересня 1957) — канадська академічна веслувальниця.
Срібна призерка Олімпійських Ігор 1984 року в складі розпашної двійки без стернової, учасниця 1976 року.
Срібна призерка Чемпіонату світу 1978, 1981 років у складі розпашної двійки без стернової, бронзова призерка 1977, 1982, 1983 років у складі розпашної двійки без стернової.